# Überfall auf Expreß 44
Überfall auf Expreß 44 (Originaltitel: The Last Bandit) ist ein US-amerikanischer Western aus dem Jahr 1949 von Joseph Kane. Der Film wurde von Republic Pictures produziert.

## Handlung
Der Outlaw Jim Plummer feiert mit Freunden seine anstehende Hochzeit mit Kate Foley. Kate wird auf ihrer Reise zu Jim von ihrer Mutter begleitet, die sie von der Hochzeit abbringen will. Kate besteht aber weiterhin auf der Hochzeit, auch wenn sie Jim nicht liebt. Ihre Mutter versagt ihr ihren Segen und lässt sie alleine weiterleiten. Im Verlauf ihrer Reise begegnet Kate Ed Bagley, einem von Jims Männern. Er zeigt ihr einen Brief von Winnie McPhail, die nun in der Goldgräberstadt Bannock City in Nevada lebt. Aus dem Brief erfahren sie, dass Jims Bruder Frank unter dem Namen Frank Norris für die Minengesellschaft arbeitet.
Bagley schlägt vor, dass sie nach Bannock City reiten. Dort könnten sie mit Franks Insiderwissen eine Goldlieferung stehlen. Kate erinnert Bagley, dass Frank nun ein ehrliches Leben führt, doch Bagley ist überzeugt, dass Kate ihn umstimmen kann. Später provoziert Bagley Jim mit der Aussage, dass Kate ihn nicht heiraten werde. Es kommt zu einer Schlägerei, bei der Bagley den Brief verliert, der später von Jim gefunden und gelesen wird. Jim entschließt sich, ebenfalls nach Bannock City zu reiten.
In Bannock City sucht Kate Winnie auf, die einen Saloon besitzt. Winnie stellt sie als Sängerin ein, sie tritt als Kate Simpson auf und lernt Frank kennen. Nach mehreren Verabredungen hat Kate ihm noch nichts über ihre Pläne gesagt. Doch als er beginnt, über seine Zukunftspläne als Farmer zu sprechen, fragt ihn Kate nach den Goldlieferungen aus. Frank gesteht ihr seine Liebe, was Kate so verwirrt, dass sie in den Saloon zurückkehrt. Dort wartet Jim auf sie. Frank ist Kate gefolgt und erfährt, dass Jim Kate heiraten will, sobald sie einen Goldzug ausgeraubt haben. Zwischen den Brüdern entbrennt ein Kampf, den Frank für sich entscheidet. 
Kurz darauf kommt eine von Jims Männern überfallene und ausgeraubte Kutsche an.  Frank trifft sich mit dem Sicherheitschef der Eisenbahn Casey Brown, der Franks wahre Identität kennt. Frank bietet seine Kündigung an, doch Casey glaubt, dass Frank helfen kann, Jims Bande festzunehmen. Währenddessen planen Winnie, Kate und Jim in einem Versteck den Überfall. Das Gold wird in einem Safe transportiert. Jim ist sicher, dass er Frank die Kombination entlocken kann. Frank erscheint und warnt seinen Bruder. Er bietet ihm seine Ersparnisse, wenn er mit Kate nach Kalifornien geht und mit ihr dort ein neues Leben beginnt. Jim akzeptiert, doch als Frank wegreitet, gibt er das Geld einem seiner Männer, um Schießpulver zu kaufen.
Frank wird klar, dass sein Plan fehlgeschlagen ist. Winnie erfährt, dass die nächste Ladung einen Wert von einer Million Dollar hat. Kate will Frank warnen, wird aber von Winnie eingesperrt. Mittlerweile hat Mort Pemberton von der Eisenbahngesellschaft erfahren, wer Frank wirklich ist. Frank begleitet die Lieferung als Wächter auf dem Zug. Kate kann aus ihrem Zimmer entkommen und will Frank warnen. Der jedoch ist von ihr enttäuscht und hört ihr nicht zu. Als der Zug anfährt, will Pemberton Frank verhaften, doch Kate bedroht ihn mit einer Pistole, woraufhin er vom Zug springt. Jim und seine Bande greifen an, dabei wird Frank von Bagley angeschossen. Die Passagiere dürfen den Zug verlassen, der dann auf alten Gleisen zu einer verlassenen Mine gefahren wird. Jim lässt Kate fesseln, dann wird durch eine Explosion eine kleine Gerölllawine ausgelöst, die den Mineneingang teilweise verschüttet.
Frank kann Kate von ihren Fesseln befreien. Zusammen können sie den Zug aus der Mine fahren. Der Dampf der Lokomotive führt die Verfolger, von Pemberton alarmiert, zum Zug. Jim lädt das Gold und auch Kate in einen der Waggons, während Frank von den Verfolgern aufgegriffen wird. Er kann sie überzeugen, dass er nichts mit den Überfall zu tun hat. Nun wird die Bande verfolgt, es kommt zu einem Kampf, bei dem Jim getötet wird. Nachdem das Gold gesichert und Kate befreit ist, sind Frank und Kate entlastet. Frank will seinen Namen reinwaschen und dann Kate heiraten.

## Produktion

### Hintergrund
Gedreht wurde der Film von Mitte August bis Mitte September 1948 auf Movie Ranches in Chatsworth und Fillmore, im Red Rock Canyon, im Soledad Canyon und in Vasquez Rocks.

### Stab
George Milo und John McCarthy Jr. waren die Szenenbildner, Adele Palmer die Kostümbildnerin.

### Besetzung
In kleinen nicht im Abspann erwähnten Nebenrollen traten Bob Burns, Franklyn Farnum und Gene Roth auf.
Charles Middleton stand das letzte Mal vor einer Filmkamera.

## Synchronisation
Die deutschsprachige Synchronfassung entstand 1960 bei der UFA Universum Film in Berlin.
| Rolle        | Schauspieler      | Synchronsprecher      |
| ------------ | ----------------- | --------------------- |
| Frank Norris | Wild Bill Elliott | Horst Niendorf        |
| Kate Foley   | Adrian Booth      | Eva Katharina Schultz |
| Jim Plummer  | Forrest Tucker    | Heinz Engelmann       |
| Ed Bagley    | Grant Whithers    | Curt Ackermann        |

## Veröffentlichung
Die Premiere des Films fand am 25. Februar 1949 statt. In der Bundesrepublik Deutschland kam er am 6. September 1960 in die Kinos.

## Kritiken
Das Lexikon des internationalen Films schrieb: „Unterhaltsamer Routine-Western ohne sonderliche inszenatorische Glanzlichter.“
Die Filmzeitschrift Cinema befand: „Ein ordentlicher kleiner Western von dem Genre-Spezialisten Joseph Kane, der in den 40er und 50er Jahren im Schnitt vier Filme pro Jahr drehte. Fazit: Ordentliches Werk aus der Western-Zweitliga.“
Der Kritiker des TV Guide sah einen reibungslos inszenierten und geschriebenen Film mit ausreichenden Darstellerleistungen, wobei die Liebesszenen etwas wackelig seien.